# Erich Bey

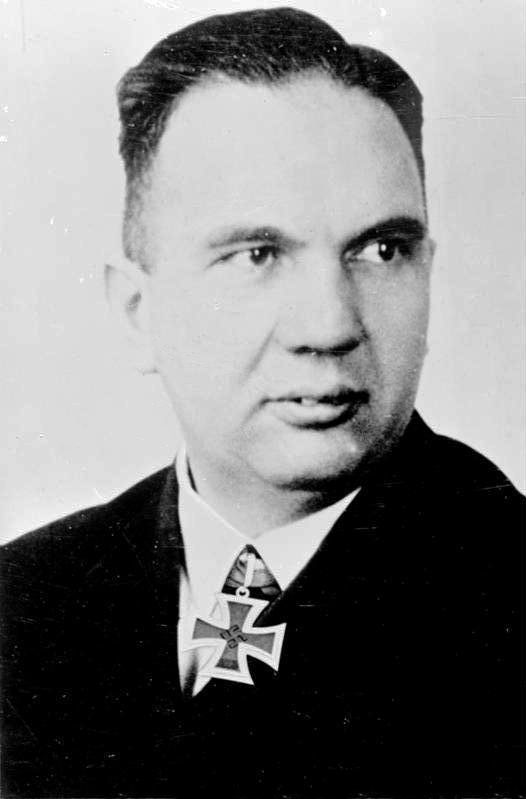
Erich Bey, 1940

Erich Bey (* 23. März 1898 in Hamburg; † 26. Dezember 1943 in der Barentssee) war ein deutscher Marineoffizier (Konteradmiral), der bei der Besetzung von Narvik in Norwegen im April 1940 eine Zerstörerflottille befehligte und 1943 beim Untergang des Schlachtschiffs Scharnhorst den Tod fand.

## Frühe Laufbahn
Bey trat am 13. Juni 1916 in die Kaiserliche Marine ein und war am Ende des Ersten Weltkriegs Leutnant zur See und Wachoffizier bei einer Torpedoboots-Flottille. Nach Kriegsende wurde er entlassen und trat im Februar 1919 in das von Korvettenkapitän Wilfried von Loewenfeld aufgestellte Freikorps „Marine-Brigade von Loewenfeld“, die sog. 3. Marine-Brigade, ein, bei der er im März 1919 Kompaniechef wurde. Nach deren Auflösung wurde er in die neue Reichsmarine übernommen. Dort diente er auf Schnellbooten, Torpedobooten und Zerstörern sowie in Stabs- und Ausbildungsstellen an Land. Am 26. Oktober 1938 wurde er Kommandant des Zerstörers Z 14 Friedrich Ihn und am 4. April 1939 Flottillenchef der 4. Zerstörerflottille.

## Narvik 1940
Als Fregattenkapitän befehligte er die 4. Zerstörerflottille, bestehend aus den Booten Z 11 Bernd von Arnim, Z 12 Erich Giese und Z 13 Erich Koellner, die am 9. April 1940 als Teil der von Kommodore Friedrich Bonte geführten Kampfgruppe 2.000 Gebirgsjäger zur Besetzung des dortigen Erzhafens nach Narvik brachte (Unternehmen Weserübung). Bei den am 10. und 13. April folgenden Gegenangriffen der Royal Navy, die am entscheidenden 13. April von dem Schlachtschiff Warspite angeführt wurden, zeichnete sich Bey durch tapfere, aber letztlich erfolglose Gegenwehr aus. Die Kriegsmarine verlor alle zehn Zerstörer, die zur Besetzung von Narvik eingesetzt worden waren (Schlacht um Narvik).
Am 9. Mai erhielt Bey das Ritterkreuz des Eisernen Kreuzes. Am nächsten Tag wurde er zum Kapitän zur See befördert und zum Führer der Zerstörer ernannt, als Nachfolger des am 10. April in Narvik gefallenen Friedrich Bonte. Bey behielt dieses Kommando bis zu seinem Tod. Zeitgleich war er bis zur Übernahme durch Kapitän zur See Alfred Schulze-Hinrichs im November 1940 Chef der 6. Zerstörerflottille.

## Kanaldurchbruch 1942
Im Februar 1942 befehligte Kapitän zur See Bey die Zerstörerflottillen, die die Schlachtschiffe Scharnhorst und Gneisenau und den Schweren Kreuzer Prinz Eugen beim Unternehmen Cerberus (Kanaldurchbruch) sicherten.
Er wurde am 10. April 1942 zum Kommodore und am 1. März 1943 zum Konteradmiral befördert.

## Nordkap 1943
Am 25. Dezember 1943 führte Konteradmiral Bey eine Kampfgruppe von fünf Zerstörern (Z 29, Z 30, Z 33, Z 34 und Z 38) und dem Schlachtschiff Scharnhorst aus dem nordnorwegischen Altafjord nach Norden, um den alliierten Nordmeergeleitzug JW 55B auf seinem Weg nach Murmansk abzufangen (Unternehmen Ostfront).
In Ermangelung ausreichender Luftaufklärung teilte er seine Kampfgruppe und traf dann überraschend auf britische Kreuzer, zu denen bald darauf das weit überlegene Schlachtschiff Duke of York mit mehreren Zerstörern stieß. Nach etwa dreistündigem Kampf sank die Scharnhorst. Ihr Telegramm übermittelte noch: „Die Scharnhorst kämpft bis zur letzten Granate. Heil Hitler.“
Von 1968 Seeleuten wurden nur 36 gerettet. Die Besatzung des britischen Zerstörers Scorpion, der 30 Mann rettete, sagte aus, man habe Konteradmiral Bey schwer verwundet im Wasser gesehen, aber er sei versunken, ehe man ihn retten konnte.

## Auszeichnungen
- Eisernes Kreuz (1914) II. Klasse
- Hanseatenkreuz Hamburg
- Preußische Rettungsmedaille am Band
- Wehrmacht-Dienstauszeichnung IV. bis II. Klasse
- Medaille zur Erinnerung an die Heimkehr des Memellandes
- Medaille zur Erinnerung an den 1. Oktober 1938
- Spange zum Eisernen Kreuz II. Klasse
- Eisernes Kreuz (1939) I. Klasse
- Ritterkreuz des Eisernen Kreuzes
- Zerstörer-Kriegsabzeichen
- Narvikschild
- Nennung im Wehrmachtbericht am 27. Dezember 1943